# Archie Legget
Archie Legget, nebo též Archibald, byl britský baskytarista. Svou kariéru zahájil jako hráč na kontrabas v jazzovém tělesu. Později působil v Německu a Francii. Roku 1969 vydal sólový singl (jako Archibald) obsahující písně „Shadows of Our Love“ a „Passing Thoughts“. V roce 1975 vydal další sólový singl „Jamaican Jockey“. V roce 1971 založil společně s Garym Wrightem z kapely Spooky Tooth skupinu Wonderwheel. Téhož roku se seznámil s Daevidem Allenem a hrál na jeho albu Banana Moon. Prostřednictvím Allena se dostal ke Kevinu Ayersovi, s nímž později také spolupracoval – hrál na jeho albu Bananamour (1973) a po několik let byl členem jeho koncertní skupiny (přestože nehrál na jeho dalších albech). Hrál i na koncertním albu June 1, 1974, na němž se vedle Ayerse podílel i John Cale a další. Legget roku 1974 hrál na Caleově albu Fear. Během své kariéry spolupracoval s mnoha hudebníky, mezi něž patří například Link Wray, Tony Sheridan, Lol Coxhill, Johnny Hallyday a Kevin Coyne. Zemřel v červenci 1994 na rakovinu hrdla.

## Diskografie
- Hello Goodbye (Francis Lai, 1970)
- Banana Moon (Daevid Allen, 1971)
- Bananamour (Kevin Ayers, 1973)
- Coxhill/Miller/Miller/Coxhill (Lol Coxhill a Steve Miller, 1973)
- June 1, 1974 (Kevin Ayers, John Cale, Brian Eno a Nico, 1974)
- Fear (John Cale, 1974)
- The Story So Far… / …Oh Really? (Lol Coxhill a Steve Miller, 1974)
- Warm Blood (Carol Grimes, 1974)
- Matching Head and Feet (Kevin Coyne, 1975)
- Stuck in Gear (Link Wray, 1975)
- Odd Ditties (Kevin Ayers, 1976)
- A Handful of Keys (Al Copley, 1986)
- Reels Rhymes & Fairytales (Mick Flynn & Rustic Rolls Royces, 1994)
- Banana Follies (Kevin Ayers, 1998)
- Stoned Innocent Frankenstein (Daevid Allen, 2014; nahráno 1971)